# Frontiera sconosciuta
Frontiera sconosciuta (Savage Bride), è un romanzo pubblicato nel 1950 dallo scrittore statunitense Cornell Woolrich. Il libro è uscito in Italia nella collana Il Giallo Mondadori nel 1977 e quindi, con il titolo Frontiera selvaggia, all'interno della raccolta Magia gialla, del 1996.
Il libro è stato tradotto anche in cinese e in tedesco.

## Trama
Larry Jones è un giovane che sta per trasferirsi a San Francisco, a causa di un nuovo posto di lavoro. Da tempo ha notato una giovane dietro il vetro delle finestre di una casa isolata. Una sera lei riesce ad attirarlo e si incontrano: la ragazza, di nome Mitty, dice di essere tenuta pressoché segregata dal suo tutore e che vorrebbe fuggire. Completamente sedotto dal fascino di Mitty, Larry organizza un rapimento e i due riescono a salpare sulla nave che deve condurre Larry in California. Il dottor Fredericks, tutore di Mitty, e il suo assistente Cotter non arrivano in tempo a fermare la coppia, che nelle ore precedenti la partenza si era sposata. Tutti i documenti sembrano in regola e non si capisce quale diritto abbia il dottor Fredericks di inseguire i giovani, ma la cosa è relativamente semplice: il tragitto della nave è di pubblico dominio.
Durante il viaggio, Larry si accorge di varie stranezze: la sua partner dice di non ricordare la sua infanzia e di non sapere perché avesse il nome di Fredericks. Ha inoltre la caratteristica di assentarsi con la mente e non sa dare spiegazioni di ciò che le succede in quei momenti. Pazzo d'amore, Larry spera di arrivare presto, ma la sorte ha deciso diversamente. Un giorno fanno un breve scalo sulla costa occidentale del Messico e si fermano per qualche ora in una cittadina che non ha neppure l'aeroporto. Mitty, in una sorta di trance, se ne va dalla nave e si incammina verso l'interno. Quando Larry la raggiunge e la riporta indietro, la nave se ne è andata e i due rimangono bloccati nel piccolo borgo, in attesa di un prossimo passaggio, che pure non giungerà tanto presto. Larry si sistema con Mitty nell'unico albergo e non ha molti soldi, avendone lasciato la maggior parte nella cassaforte del bastimento.
Nei giorni seguenti Mitty cerca più volte di allontanarsi e la situazione di Larry peggiora quando la compagna trova un cavallo a noleggio. Per passare il tempo in modo meno dannoso e con animali più adatti alle passeggiate, i due si portano in una fattoria nell'interno, da un signore di nome Mallory, il quale li ospita gentilmente e li consiglia. L'uomo ha una figlia di diciotto anni, Christine, che si affeziona a Mitty e ne resta del tutto affascinata. Ma Mitty continua a seguire l'idea fissa di attraversare le montagne: cosa ci sia dall'altra parte, nessuno lo sa o lo vuole dire. Però una sera tutti sentono un insistente rullare di tamburi. Mallory riesce a spiegare che chiunque si sia avventurato nelle valli oltre le montagne non è mai tornato: la chiamano Terra dei morti e spesso spariscono coloni o altre persone della fattoria, senza che più nessuno li riveda. Intanto il rombo è sempre più vicino e minaccioso e Mallory distribuisce le armi che ha, affinché uomini e donne si sentano più sicuri.
Poco dopo la fattoria subisce un assalto e un gruppo di strani uomini si impadronisce di Larry, Mitty, Mallory e Chris. Mitty viene rivestita di un abito arcaico e condotta su una portantina, mentre gli altri sono legati e incitati a muoversi con frustate, ogni volta che cadono o fanno resistenza. Il gruppo raggiunge un'apertura dissimulata nella roccia e costringe i prigionieri a strisciare in un tunnel che li conduce verso l'interno, in una vallata dominata da un imponente tempio. Qui i due uomini sono rinchiusi in una scomoda prigione. Alcuni giorni dopo, gli indigeni che li hanno rapiti, prendono Mallory e gli fanno un segno nella regione cardiaca: egli sparisce, ma Larry sa che lo hanno ucciso per qualche rito a lui sconosciuto.
Nel frattempo sono arrivati in città il dottor Fredericks e Cotter. Con molta fatica si fanno ricevere dal comandante militare del luogo e affermano di essere due archeologi che in passato avevano fatto degli scavi nella regione dei morti. Avevano trovato una fanciulla morta in apparenza e l'avevano portata negli Stati Uniti per regalarla a un museo, ma la loro dichiarazione di allora serviva solo a coprire la loro appropriazione. La fanciulla (Mitty) si era riavuta dopo un sonno di forse cinquecento anni e loro l'avevano sorvegliata con cura, finché lei era fuggita con un uomo (Lawrence Jones) del tutto ignaro della situazione. Convinti che la vita di Jones fosse in grave pericolo, i due americani chiedevano forze per una spedizione nell'interno, cosa che il comandante non prende neppure in considerazione. Appurata la veridicità della storia da alcuni registri, il militare spedisce il dottor Fredericks in manicomio e Cotter in carcere. I due moriranno molto presto, uno per le "cure" ricevute, l'altro suicida grazie a una lametta che gli vien fatta arrivare dal comandante stesso.
Intanto Jones è solo nella sua prigione infernale. Una notte arriva silenziosamente Chris che si è liberata dalla sorveglianza di Mitty, alla quale è costretta a stare sempre ai piedi. La ragazza porta un sottilissimo pugnale di ossidiana e con questo Jones si libera le braccia. La notte seguente Chris ripete l'impresa di arrivare e insieme rimuovono il pannello che chiude la prigione, quindi tentano una fuga disperata. Mitty però è sveglia e la sorprendono mentre cerca di raggiungere la sommità del tempio, dove sono i tamburi per dare l'allarme. Dopo molti contrasti e l'illusione di essersi sottratti al pericolo, Larry è colpito alle spalle da una sentinella ed entrambi vengono catturati ancora una volta. Ma poiché sentono dire che l'arma che ha colpito Larry è avvelenata e non è necessario altro che attendere la sua fine, Chris, strappata l'asta dalle carni dell'amico, si perfora una mano e si acquatta per morire con lui.

## Edizioni in italiano
- Cornell Woolrich, Frontiera sconosciuta, Il Giallo Mondadori n. 1502, Mondadori, Milano 1977
- AA. VV. Magia gialla, Gli speciali del Giallo Mondadori; 9, A. Mondadori, Milano 1996